# Sałtanat Äbdyrachmanowa
Sałtanat Äbdyrachmanowa (ur. 22 marca 1988) – kazachska zapaśniczka w stylu wolnym. Srebrna medalistka mistrzostw Azji w 2008. Czwarta w Pucharze Azji w 2003. Wicemistrzyni Azji juniorów w 2004 roku.